# پرونوس غربی
پرونوس غربی (نام علمی: Prunus occidentalis) نام یک گونه از سرده پرونوس است.